# Idalus fasciipuncta
Idalus fasciipuncta är en fjärilsart som beskrevs av Rothschild 1909. Idalus fasciipuncta ingår i släktet Idalus och familjen björnspinnare. Inga underarter finns listade i Catalogue of Life.